# عدي طالب
عدي طالب جواد لاعب كرة قدم عراقي سابق من مواليد 6 نوفمبر 1981، لعب مع نادي دهوك، وبدأ باللعب مع المنتخب العراقي سنة 2002م.

## وصلات خارجية
- عدي طالب على موقع الاتحاد الدولي (مؤرشف)  (الإنجليزية)
- عدي طالب على موقع قاعدة بيانات كرة القدم.إي يو (الإنجليزية)
- عدي طالب على موقع ناشيونال فوتبول تيمز (الإنجليزية)
- عدي طالب على موقع عالم كرة القدم.نت (الإنجليزية)
- عدي طالب على موقع كووورة
- عدي طالب على موقع أوليمبيديا (الإنجليزية)